# Belterra
Belterra este un oraș în Pará (PA), Brazilia.